# 2007 у літературі

## Твори
- Стіґ Ларссон — Повітряний замок, що вибухнув
- Юкка Ріслаккі — Маніпуляції фактами: латвійський варіант

### Дитяча література
- Гаврош О. «Неймовірні пригоди Івана Сили, найдужчої людини світу»
- Дж. К. Ролінґ — Гаррі Поттер і Смертельні Реліквії (остання книга з серії про Гаррі Поттера)

## Померли
- 15 лютого — Мордхе Шехтер, американський лінгвіст-германіст, лексикограф, діалектолог і педагог, спеціаліст з їдишу.
- 3 травня — Коце Солунський, македонський письменник, поет (народився в 1922).
- 18 серпня — Магдален Набб, британська письменниця (народилась у 1947).